# IV. Arszinoé
IV. Arszinoé (i. e. 68/67 k. – i. e. 41) XII. Ptolemaiosz Aulétész és V. Kleopátra negyedik gyermeke, testvére VII. Kleopátrának, XIII. Ptolemaiosznak és XIV. Ptolemaiosznak, egyike az utolsó Ptolemaidáknak. I. e. 51 márciusában apjuk meghalt, Egyiptom vezetését XIII. Ptolemaiosznak és Kleopátrának, mint társuralkodóknak hagyta, de Ptolemaiosz trónjától hamarosan megfosztotta Kleopátrát, és arra kényszerítette, hogy elmeneküljön Alexandriából.

## Élete
Theodotus eunuch, Pothinus és egy fél-görög tábornok, XII. Ptolemaiosz Aulétész hadvezére, Akhillasz, arra késztették a felkelők csoportját, hogy az öccse javára döntse meg VII. Kleopátra hatalmát. A felkelők szívesebben látták XIII. Ptolemaioszt Egyiptom élén, mert könnyebb volt befolyásolni. I. e. 50-ben XIII. Ptolemaiosz kiadott egy rendeletet, mely betiltotta a gabona hajóra rakását Alexandrián kívül, hogy Kleopátrát megfossza támogatóitól, akik a városon kívül voltak. Kleopátra ekkor egy hadsereget toborzott az arab törzsekből, és húgával, Arszinoével Askelónba, Szíriába menekült.
Amikor Caius Iulius Caesar i. e. 48. augusztusban megérkezett Alexandriába, Kleopátra frakciója mellé állt. Szeptemberben Caesar megpróbálja megoldani a kialakult belpolitikai feszültséget: IV. Arszinoét és XIV. Ptolemaioszt Ciprus társuralkodóivá, VII. Kleopátrát XIII. Ptolemaiosszal Egyiptom társuralkodóivá nevezi ki. Kleopátra, mint Egyiptom királynője apja legtöbb törvényét elhagyta.
Októberben Arszinoé megszökött a fővárosból tanácsadójával, Ganümédésszel és az Akhillasz vezetése alatt álló egyiptomi hadsereghez csatlakozott, miközben felvette a fáraó címet. Amikor Akhillasz és Ganümédész összeütközésbe kerültek, Arszinoé Akhillaszt kivégeztette és helyére Ganümédészt nevezte ki hadserege parancsnokának. Ganümédész kezdetben sikereket ért el a rómaiak ellen, közben tárgyalt Arszinoé cseréjéről Ptolemaioszra, de a rómaiak hamarosan erősítést, utánpótlást kaptak és döntő vereséget mértek az egyiptomiakra.
Háború kezdődött VII. Kleopátra és XIII. Ptolemaiosz között, amikor Kleopátra rendszeresen Caesarral töltötte éjszakáit. XIII. Ptolemaioszt legyőzték és a római erősítések érkeztével néhány ütközet után i. e. 47 januárjában megölték Alexandriában. Az Alexandriai Háború hamarosan áttevődött Arszinoé és Caesar közé. Arszinoé úgy gondolta, neki kellene Egyiptom királynőjének lennie a XIII. Ptolemaiosszal való szövetsége miatt Caesar ellen. Arszinoé csapatai elvesztették a csatát. Ganümédész odaveszett a csatamezőn, Arszinoé fogságba esett.
I. e. 46. július 19-én IV. Arszinoét Rómába hurcolták, ahol kényszerítették őt, hogy jelen legyen Caesar győzelmi menetében. A legyőzött rabokat az ünnepségek végén szokás szerint megfojtották, de a hagyományok ellenére Caesar megkímélte Arszinoé életét és az epheszoszi szentélyébe vitették. Arszinoé sok éven keresztül a templomban élt, mindig szemmel tartva nővérét, Kleopátrát, aki hatalmának fenyegetését látta benne.
I. e. 41-ben Marcus Antonius először találkozott Kleopátrával. A királynő Aphroditének, a szerelem istennőjének öltözött. Antonius rögtön beleszeretett. Vele töltötte a telet Alexandriában. VII. Kleopátra beleegyezett, hogy kölcsönt ad Antoniusnak, ha IV. Arszinoét kivégzik. Kleopátra a fejét akarta vétetni, mert feltételezte, hogy segített Antonius ellenségeinek a legutóbbi csatákban Philippinél. Arszinoé Kleopátrával szembeni félelmei megalapozottnak bizonyultak. Nem sokkal ezután Kleopátra ösztönzésére, Marcus Antonius kivégeztette a templom lépcsőin.
Méltó temetést adtak neki és egy szerény szarkofágot, mely ma is látható Epheszoszban.

## Külső hivatkozás
- Epheszosz (képek)

## Referencia
- Encyclopædia Britannica, 2003. kiadás

1. 1 2  https://web.archive.org/web/20020508100505/http://www.tyndale.cam.ac.uk/Egypt/ptolemies/ptolemies.htm